# Cola-Krieg

Das Logo von Coca-Cola

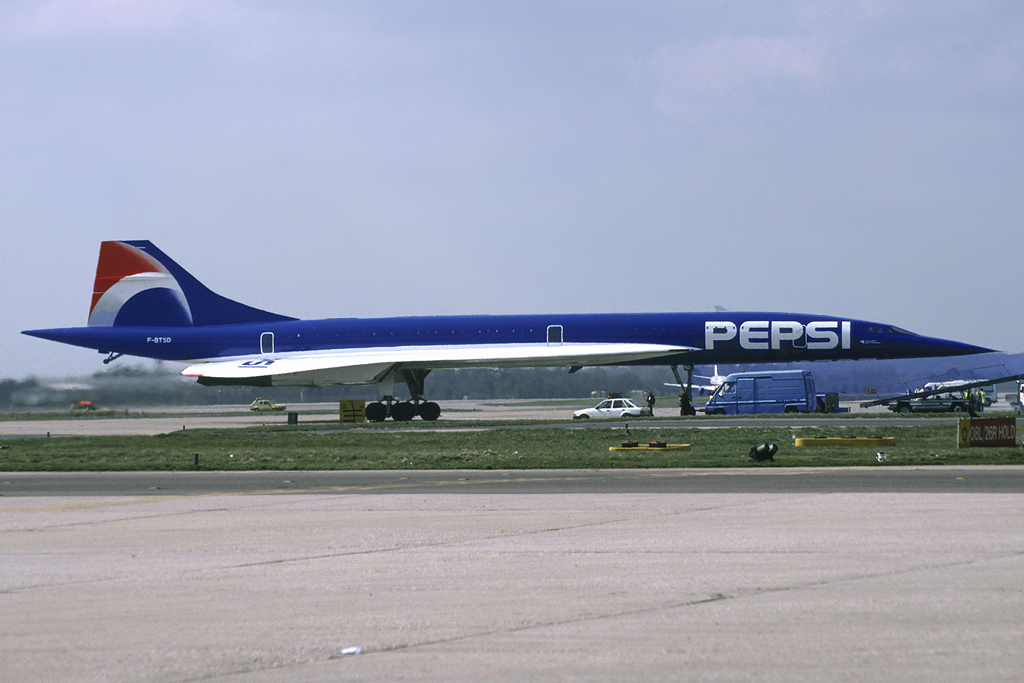
Die blau lackierte Concorde

Altes Logo von Pepsi-Cola

Als Cola-Krieg (engl. Cola Wars) wird der Konkurrenzkampf zwischen den Cola-Marken Coca-Cola (Coke) und Pepsi-Cola (Pepsi) um die Marktführerschaft bezeichnet.

## Entwicklung des Cola-Kriegs
Geprägt wurde der Begriff durch den Einsatz vergleichender Werbung ab den 1970er-Jahren. Beide Konzerne bemühten sich, durch Exklusiv-Verträge mit Lokalen, Supermarktketten oder Imbiss-Ketten den alleinigen Vertrieb ihres Produktes zu erreichen und betrieben einen Verdrängungswettbewerb. 
Im Cola-Krieg wechselte Pepsi die Farbe seiner Dosen von Blau, Weiß und Rot zu alleinigem Blau und ließ 1996 im Zuge des „Blauen Projekts“ eine Concorde blau lackieren.
Im Computerspiel Pepsi Invaders, das für Coca-Cola entwickelt wurde, muss der Spieler die angreifenden Pepsi-Raumschiffe abschießen.
Beide Cola-Konzerne nehmen Einfluss auf die amerikanische Politik. So werden die Demokraten traditionell von Coca-Cola und die Republikaner von Pepsi unterstützt: Richard Nixon war langjähriger Anwalt von Pepsi, er trank Pepsi-Cola 1959 öffentlich in Moskau während eines Streits mit Chruschtschow. Später half Jimmy Carter, den chinesischen Markt für Coca-Cola zu öffnen.
Trotz der Konkurrenz untereinander existieren faire Umgangsformen: Coca-Cola-Mitarbeiter versuchten 2006, geheime Informationen über neue Produkte an den Konkurrenten Pepsi zu verkaufen. Pepsi informierte den Coca-Cola-Konzern über das Angebot, woraufhin dieser rechtliche Schritte gegen die entsprechenden Mitarbeiter einleiten konnte.